# Carnet ATA
Il Carnet ATA, spesso definito come il passaporto per le merci, è un documento doganale internazionale che consente l'esportazione e l'importazione temporanea esentasse e esenti da dazi di merci fino alla durata massima di un anno. È costituito da moduli di dichiarazione doganale unificati pronti per essere utilizzati in tutti i valichi di frontiera. È una garanzia per i dazi doganali e le tasse globalmente accettata che può sostituire il deposito cauzionale richiesto dalle autorità doganali e può essere utilizzato in più Paesi in più viaggi fino alla validità di un anno. L'acronimo ATA è una combinazione dei termini francesi e inglesi "Admission temporaire / Temporary Admission". 

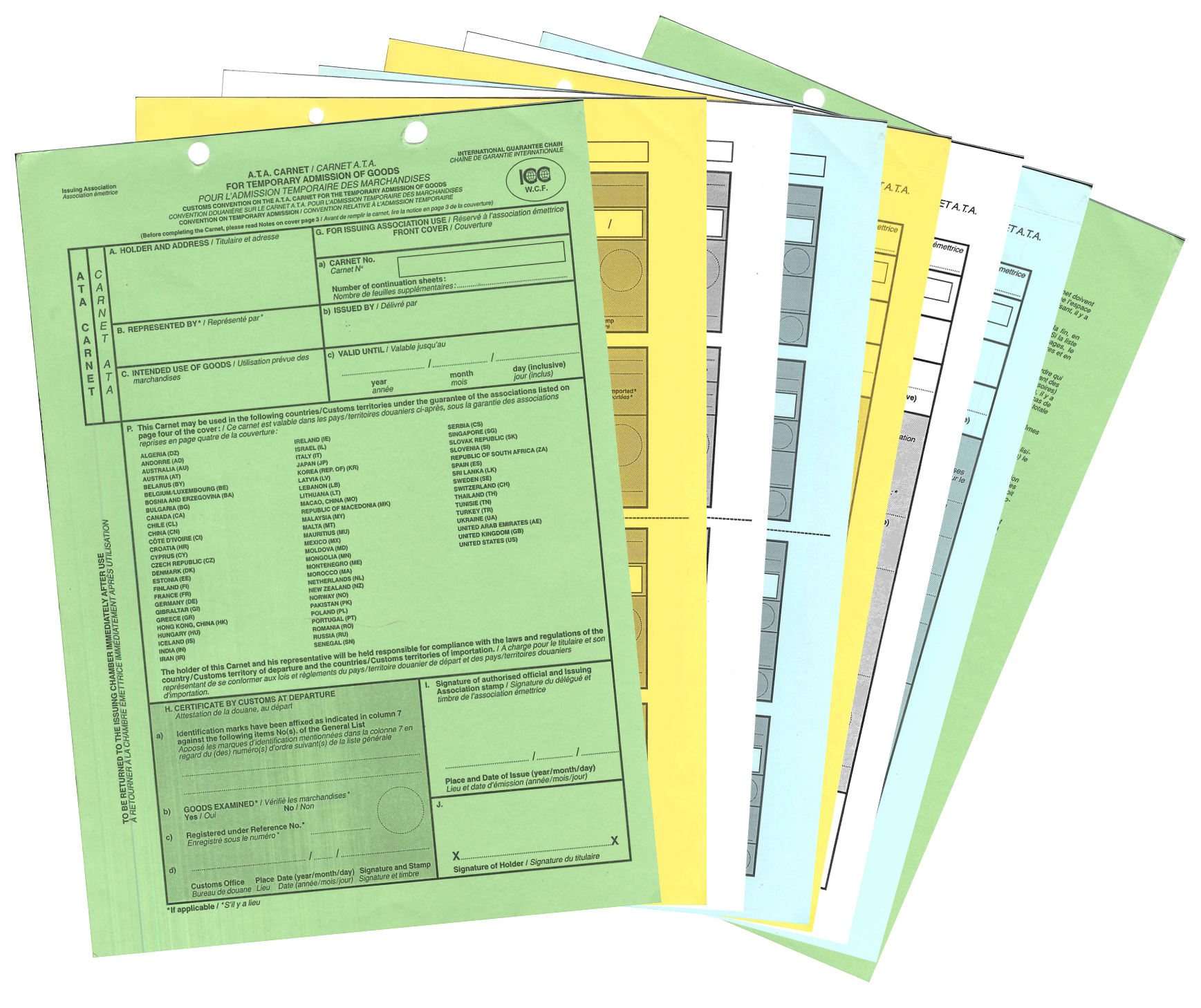
Esempio di Carnet ATA

Il Carnet ATA è gestito congiuntamente dalla World Customs Organization (WCO) e dalla International Chamber of Commerce (ICC) attraverso la World Chambers Federation.

## Storia

### Antefatti
I primi suggerimenti per un programma di ammissione temporanea internazionale furono fatti durante i Congressi sui regolamenti doganali del 1900 e del 1913, ma nessun risultato positivo fu raggiunto dopo che furono esaminati dagli esperti doganali convocati nel 1923 sotto gli auspici della Società delle Nazioni. Nel 1932 la Società delle Nazioni stilò una convenzione per promuovere l'ammissione uniforme in franchigia doganale per i campioni, ma a causa della Seconda Guerra Mondiale la convenzione non fu mai attuata. Nel 1952, sulla base delle raccomandazioni già presentate nel rapporto ICC sugli "Ostacoli invisibili al commercio e ai viaggi" del 1949, le parti contraenti del GATT adottarono una Convenzione internazionale per agevolare l'importazione di campioni commerciali e materiale pubblicitario proposto e redatto dalla Camera di Commercio Internazionale. Questa Convenzione, entrata in vigore il 20 novembre 1955, si basava sul progetto originariamente elaborato dalla Società delle Nazioni nel 1935.  
Durante le riunioni del gruppo di lavoro della settima sessione, che ha preparato il testo della Convenzione, ed in seguito a una proposta della delegazione francese, è stata presa in considerazione la possibilità di introdurre un sistema di trittici o carnet per campioni di valore trasportati da viaggiatori commerciali. È stato suggerito che tale sistema avrebbe alleviato gli oneri finanziari e le formalità amministrative imposte alle imprese che inviano rappresentanti all'estero. Il gruppo di lavoro fu in seguito informato del fatto che un regime di ammissione in franchigia di campioni di viaggiatori commerciali sotto copertura di una trittica doganale era già stato elaborato su base bilaterale tra l'Austria e la Svizzera sebbene non fosse ancora entrato in vigore. Il 1 ° marzo 1954, il governo austriaco informò il segretario esecutivo del GATT che il 1 ° febbraio 1954 il regime di ammissione in franchigia di campioni di viaggiatori commerciali fu messo in atto dalle amministrazioni doganali dell'Austria e della Svizzera. Conformemente a questo accordo, i viaggiatori e gli agenti commerciali potevano importare campioni commerciali dalla Svizzera in Austria, e viceversa, temporaneamente esenti da dazi sotto la copertura di un trittico commerciale di campioni senza il deposito di dazi all'importazione. Le garanzie per i dazi all'importazione furono fornite da una compagnia assicurativa austriaca per le importazioni in Austria e da una società svizzera per le importazioni in Svizzera. L'applicazione di questo sistema era limitata alle raccolte di campioni sui quali i dazi doganali non potevano eccedere 60.000 scellini austriaci o 10.000 franchi svizzeri. Il periodo consentito per la riesportazione era di un anno. 
Così, sulla base di questa Convenzione, questo schema triptico e presumibilmente seguendo la visione e l'iniziativa di Charles Aubert (direttore della Camera di Commercio, Industria e Servizi di Ginevra e futuro primo direttore delle Chambres de Commerce Suisses), il Consiglio di Cooperazione Doganale con la cooperazione della Lega Internazionale dei Viaggiatori e degli Agenti Commerciali e dell'Ufficio Internazionale delle Camere di Commercio dell'ICC preparò la Convenzione doganale relativa alla ECS Carnet per campioni commerciali, entrato in vigore il 3 ottobre 1957. La nuova convenzione ha introdotto il Carnet E.C.S., una sostituzione facoltativa per i normali documenti nazionali di importazione temporanea che sostituiva qualsiasi deposito o garanzia per i dazi e gli oneri sospesi all'importazione se tale garanzia veniva richiesta dalle autorità doganali in un caso particolare. Le iniziali E.C.S. indicano le parole inglesi e francesi combinate: Echantillons Commerciaux - Commercial Samples (Campioni commerciali). I primi paesi a firmare questa convenzione furono Germania Ovest, Austria, Belgio, Danimarca, Francia, Regno Unito, Irlanda, Italia, Lussemburgo, Norvegia, Paesi Bassi, Portogallo, Svezia, Svizzera e Turchia e il Ministero degli Affari Esteri del Belgio agì come il depositario della Convenzione. Il Consiglio di Cooperazione Doganale informò il Segretario esecutivo del GATT che "I risultati soddisfacenti ottenuti dall'uso dei carnet ECS per l'importazione temporanea di campioni commerciali (nel 1960 sono stati emessi 15.600 carnet ECS per un valore totale di 16.320.000 USD) hanno indotto la comunità commerciale internazionale a proporre che le strutture offerte dalla Convenzione Carnet ECS venissero estese nel più ampio campo possibile." Questa idea fu sostenuta dalla Camera di Commercio Internazionale.

### La Convenzione ATA
Un'indagine preliminare sull'utilità di un documento doganale per l'ammissione temporanea in franchigia doganale, effettuata dal Consiglio di Cooperazione Doganale con l'assistenza del GATT, dell'UNESCO e della ICC mostrò un sostegno generale per la preparazione di un documento sulle linee del carnet ECS, che potesse essere utilizzato per facilitare, in particolare, l'ammissione temporanea di attrezzature professionali e di beni da esporre o utilizzare in fiere. Poiché due convenzioni concernenti l'ammissione temporanea di tali articoli erano in corso di preparazione, fu riconosciuto che sarebbe stato altamente auspicabile che la Convenzione che istituiva il nuovo documento fosse pronto per l'adozione da parte del Consiglio contemporaneamente a tali convenzioni; o perlomeno al più presto possibile. Pertanto, a seguito del successo del Carnet ECS, nel 1961 il Consiglio di Cooperazione Doganale adottò la Convenzione doganale sul carnet ATA per l'ammissione temporanea di merci (Convenzione ATA), entrata in vigore il 30 luglio 1963. I carnet ATA sono visti come una versione aggiornata dei carnet ECS, non essendo più limitati ai campioni commerciali. Convenzioni più specifiche per ciascun tipo di bene applicabile sono state successivamente elaborate e concordate dal CCD. Alla 47ª / 48ª sessione (giugno 1976), il Consiglio raccomandava alle parti contraenti della Convenzione doganale in merito ai Carnet E.C.S. per campioni commerciali di denunciare tale convenzione in quanto duplice della Convenzione ATA. Ad oggi, 21 paesi hanno depositato la loro denuncia della Convenzione ECS che, come risultato, ora ha una sola Parte Contraente (Haiti).

### La Convenzione di Istanbul
Tra il 1950 e il 1970, vi è stata una proliferazione nel numero di Convenzioni internazionali, Raccomandazioni, Accordi e altri strumenti sull'ammissione temporanea, creando confusione per la comunità imprenditoriale internazionale e complicando il lavoro delle dogane. Nei primi anni '90, l'Organizzazione Mondiale delle Dogane ha deciso di adottare una convenzione mondiale sull'ammissione temporanea per combinare, in un unico strumento internazionale 13 accordi di ammissione temporanea esistenti. Pertanto, al fine di semplificare e armonizzare le formalità di ammissione temporanea previste in varie convenzioni, la Convenzione sull'Ammissione Temporanea, chiamata comunemente come la Convenzione di Istanbul è stata adottata all'Organizzazione Mondiale delle Dogane il 26 giugno 1990 ed è quindi entrata in vigore il 27 novembre 1993. I suoi obiettivi e principi sono:
- Elaborare un unico strumento per la semplificazione e l'armonizzazione delle formalità di ammissione temporanea, sostituendo tutte le convenzioni o raccomandazioni esistenti che si occupano esclusivamente o principalmente dell'ammissione temporanea. Gli argomenti coperti dalle precedenti convenzioni sono ora coperti dagli allegati della Convenzione di Istanbul.
- Ciascun allegato autorizza l'ammissione temporanea di merci importate per uno scopo specifico, ad es. Allegato B.1. copre beni da esporre o utilizzare in fiere o mostre.
- Le merci importate in esenzione da dazi non possono rimanere indefinitamente nel Paese di importazione temporanea. Il periodo fissato per la riesportazione è stabilito in ciascun allegato.
- Le merci devono essere riesportate nello stesso stato. Non devono subire modifiche durante la loro permanenza nel paese di importazione temporanea, ad eccezione del normale deprezzamento dovuto all'uso che ne viene fatto.
- Non si applicano divieti o restrizioni economiche all'importazione in quanto si riferiscono generalmente a merci autorizzate per uso domestico, fungendo quindi da misura di protezione nazionale.

| Lista di allegati della Convenzione di Istanbul | Lista di allegati della Convenzione di Istanbul |
| ----------------------------------------------- | --- |
| Allegato A                                      | Allegato relativo ai titoli di ammissione temporanea (Carnet ATA, Carnet CPD)                                                                                 |
| Allegato B1                                     | Allegato relativo alle merci destinate ad essere presentate o utilizzate in occasione di un’esposizione, una fiera, un congresso o una manifestazione analoga |
| Allegato B2                                     | Allegato relativo al materiale professionale |
| Allegato B3                                     | Allegato relativo ai contenitori, alle palette, agli imballaggi, ai campioni e alle altre merci importate nel quadro di un’operazione commerciale             |
| Allegato B4                                     | Allegato relativo alle merci importate nel quadro di un processo di fabbricazione                                                                             |
| Allegato B5                                     | Allegato relativo alle merci importate a fini educativi, scientifici o culturali                                                                              |
| Allegato B6                                     | Allegato relativo agli effetti personali dei viaggiatori e alle merci importate a fini sportivi                                                               |
| Allegato B7                                     | Allegato relativo al materiale di propaganda turistica |
| Allegato B8                                     | Allegato relativo alle merci importate in regime di traffico frontaliero                                                                                      |
| Allegato B9                                     | Allegato relativo alle merci importate a fini umanitari |
| Allegato C                                      | Allegato concernente i mezzi di trasporto |
| Allegato D                                      | Allegato relativo agli animali |
| Allegato E                                      | Allegato relativo alle merci importate in sospensione parziale dei dazi e delle tasse all’importazione                                                        |

### Sviluppi recenti
Negli ultimi anni la Camera di Commercio Internazionale sta studiando la possibilità di digitalizzare il Carnet ATA.

## Amministrazione
In ogni paese del sistema ATA, un'associazione garante (in inglese National Guaranteeing Association, NGA) - approvata dalle rispettive amministrazioni doganali e dalla ICC World Chambers Federation - gestisce il funzionamento del sistema ATA Carnet. Il ruolo di un'associazione garante nazionale è quello di garantire alla propria amministrazione doganale il pagamento dei dazi e delle tasse dovuti quando i carnet ATA vengono abusati nel loro territorio (ad esempio non ri-esportazione di merci, o ritardo di ri-esportazione). L'associazione garante nazionale può inoltre, previo consenso della propria amministrazione doganale, autorizzare le camere di commercio locali a rilasciare carnet ATA per suo conto. All'interno della ICC World Chambers Federation, un World ATA Carnet Council riunisce le associazioni garanti nazionali di tutti i Paesi in cui il Carnet ATA è in vigore oggi. In breve:
- I titolari possono utilizzare i carnet ATA come dichiarazioni e garanzie doganali
- Le autorità doganali nazionali, attraverso le quali sono ammesse le merci, sono autorizzate a chiedere dazi doganali e tasse contro le NGA entro 1 anno dalla scadenza dei carnet ATA
- Le associazioni nazionali garanti agiscono come una catena per garantire dazi doganali / tasse più una penalità del 10%
- L'Organizzazione Mondiale delle Dogane controlla le convenzioni internazionali che regolano il sistema ATA.
- La Camera di Commercio Internazionale, attraverso il suo dipartimento speciale World Chambers Federation (WCF), organizza le procedure interne e gestisce i membri della catena di garanzia.

## Stati membri
Nei primi anni '60, il sistema ATA era in uso in Costa d'Avorio, Francia, Jugoslavia, Svizzera e Cecoslovacchia, mentre nel 1982 c'erano 36 Paesi. Oggi, il sistema ATA Carnet è ufficialmente in vigore in 78 Paesi e territori: Albania, Algeria, Andorra, Australia, Austria, Bahrain, Bielorussia, Belgio, Bosnia ed Erzegovina, Brasile, Bulgaria, Canada, Cile, Cina, Costa d'Avorio, Croazia, Cipro, Repubblica Ceca, Danimarca, Estonia, Finlandia, Francia, Germania, Gibilterra, Grecia, Hong Kong, Ungheria, Islanda, India, Indonesia, Iran, Irlanda, Israele, Italia, Giappone, Kazakistan, Corea del Sud, Lettonia, Libano, Lituania, Lussemburgo, Macao, Macedonia, Madagascar, Malaysia, Malta, Mauritius, Messico, Moldavia, Mongolia, Montenegro, Marocco, Paesi Bassi, Nuova Zelanda, Norvegia, Pakistan, Polonia, Portogallo, Qatar, Romania, Russia, Senegal, Serbia, Singapore, Slovacchia, Slovenia, Sud Africa, Spagna, Sri Lanka, Svezia, Svizzera, Thailandia, Tunisia, Turchia, Ucraina, Emirati Arabi Uniti, Regno Unito, Stati Uniti. 

## Uso del Carnet ATA
Il Carnet ATA consente al viaggiatore d'affari di utilizzare un unico documento per sdoganare in dogana determinate categorie di merci in diversi Paesi senza il deposito di dazi e tasse all'importazione. Il Carnet elimina la necessità di pagare una cauzione di importazione temporanea. Fintanto che le merci vengono riesportate entro i tempi previsti, non sono dovuti dazi o tasse. La mancata riesportazione di tutti o parte dei beni elencati sul Carnet comporta il pagamento di dazi e tasse applicabili. La mancata restituzione di tali doveri comporta un reclamo dal servizio doganale straniero al Paese di origine dell'importatore.
Il Carnet ATA comprende una copertina rigida anteriore e una posteriore e vari fogli interni, di diversi colori, per le operazioni di esportazione e re-importazione nel paese di origine, per le operazioni di transito attraverso nazioni terze e per le operazioni doganali nella nazione di arrivo. Ogni autorità doganale coinvolta trattiene la parte inferiore dei fogli di sua competenza, timbrandone la parte superiore che rimane sempre nel Carnet ATA. I Carnet ATA più recenti sono in formato A4.
I Carnet ATA coprono varie tipologie di merce: computer, strumenti di riparazione, attrezzature fotografiche e cinematografiche, strumenti musicali, macchinari industriali, veicoli, gioielli, abbigliamento, apparecchi medici, aerei, cavalli da corsa, opere d'arte, cimeli preistorici, costumi di balletto e impianti acustici per gruppi rock. I Carnet ATA non coprono articoli deperibili o di consumo, né merci da elaborare o riparare.
Gli usi più comuni includono (elenco non esaustivo):
- mostre e fiere
- attrezzatura professionale
- campioni commerciali e merci a scopo di test
- equipaggiamento sportivo
- beni per scopi educativi, scientifici o culturali

I Carnet ATA non possono essere utilizzati per tutti gli scopi stabiliti dalla Convenzione di Istanbul in ogni stato membro del sistema ATA, in quanto quest'ultimi potrebbero non aver aderito alla rispettiva convenzione.

## Carnet CPD China-Taiwan

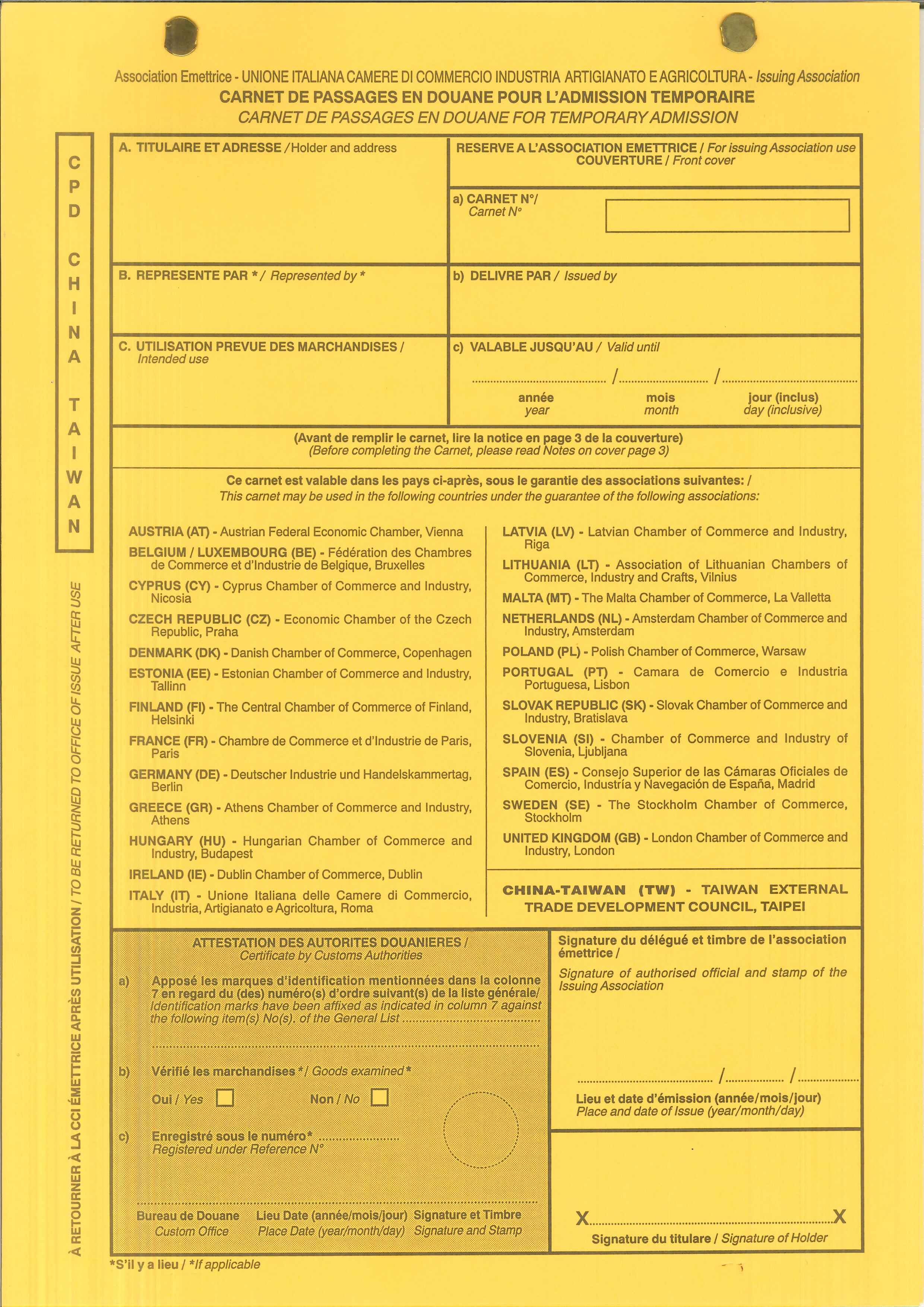
Esempio di pagina frontale di un Carnet CPD China-Taiwan

Un sistema simile al sistema ATA chiamato Carnet de Passages en Douane China-Taiwan (CPD China-Taiwan) opera sulla base di accordi bilaterali tra Taiwan (sotto il nome di Taipei Cinese) e un certo numero di Paesi ATA tra cui gli stati membri dell'Unione Europea, Australia, Canada, Israele, Giappone, Corea, Malesia, Nuova Zelanda, Norvegia, Singapore, India, Sudafrica, Svizzera e Stati Uniti d'America. A parte un colore diverso per distinguerlo dal Carnet ATA, le condizioni per il suo uso, i prodotti per cui può essere utilizzato e le procedure doganali sono identiche. Il Carnet CPD China-Taiwan non deve essere confuso con l'omonimo Carnet CPD, utilizzato per importare temporaneamente veicoli a motore in Paesi stranieri.